# Ізгой (фільм, 1930)
«Ізгой» (англ. Derelict) — американський пригодницький фільм режисера Роуленда В. Лі 1930 року.

## У ролях
- Джордж Бенкрофт — Білл Рафферті
- Джессі Ройс Лендіс — Гелен Лорбер
- Вільям «Стейдж» Бойд — Джед Грейвс
- Дональд Стюарт — Фін Томсон
- Вейд Ботелер — капітан Грегг
- Пол Порказі — Масоні
- Брукс Бенедікт — Макфолл